# Montussan
Montussan är en kommun i departementet Gironde i regionen Nouvelle-Aquitaine i sydvästra Frankrike. Kommunen ligger i kantonen Cenon som tillhör arrondissementet Bordeaux. År 2022 hade Montussan 3 506 invånare.

## Befolkningsutveckling
Antalet invånare i kommunen Montussan
Referens:INSEE